# Piet van Thiel

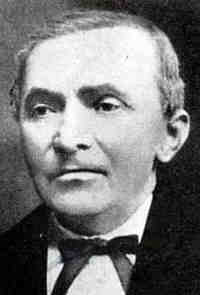
Piet van Thiel

Petrus van Thiel (Beek en Donk, 15 mei 1816 - Huize Padua, 27 september 1894) was een ondernemer die de grondlegger was van textiel- en metaalfabrieken in Helmond en Beek en Donk.
Hij was de zoon van Wilhelmus van Thiel en Gijsberdina van Duijnhoven.
In 1858 trouwde hij met Hendrika Dekkers (1831-1867). Zij kregen de kinderen Willem, Janus, Gijs en Maria. In 1868 hertrouwde hij met Anna Maria Smits (1830-1923). Zij kregen het kind Dina.

## Oprichting van de spijkerfabriek
Na het overlijden van zijn vader in 1840 moest Piet diens aannemingsbedrijfje en spijkerhandel voortzetten. Als zodanig werkte hij in 1848 aan de bouw van de katholieke waterstaatskerk in De Mortel.
Hij begon ook zelf met het vervaardigen van spijkers, waarmee hij in 1842 te Beek en Donk begon. Hiertoe moest hij een aantal spijkersmeden en hulpkrachten in dienst nemen. Het betrof vooral seizoensarbeid, daar deze mensen in de zomer met landbouwactiviteiten bezig waren. De werkplaats diende ter ondersteuning van de handel. De waren, waaronder ook keukengerei, werden betrokken vanuit de omgeving van Luik, waar de industrialisatie al vroeg was begonnen. Via de Zuid-Willemsvaart was er betrekkelijk goedkoop transport mogelijk en in Brabant waren de lonen laag. Ook steenkool liet hij aanvoeren, zowel voor eigen gebruik in de smidse als voor handelsdoeleinden.
Piet van Thiel had geen ervaring in de spijkerfabricage, maar hij ronselde spijkermakers in Maastricht en Zaltbommel. De spijkers werden voor de bouw van (toen nog) houten schepen gebruikt. Toen men op ijzeren schepen overging zou het bedrijf klinknagels gaan vervaardigen.
Omstreeks 1850 begon Piet ook een linnenbedrijfje op basis van huisnijverheid. Er werd nogal veel vlas verbouwd in de omgeving. Vermoedelijk werd dit linnen gebruikt voor zeildoek voor schepen en mogelijk ook voor zakken.
De spijkerfabriek en linnenweverij stonden bekend onder de firmanaam: Piet van Thiel & Comp., het betrof Piet en zijn moeder Gijsberdina.

## Toetreding en vertrek van Piets broers
In 1852 traden Piets jongere broers Martinus van Thiel en Hendrik van Thiel toe tot deze firma. Toen Gijsberdina in 1871 stierf gingen de gebroeders Martinus en Hendrik hun eigen weg en startten een spijkerfabriek in Helmond onder de naam: Gebroeders van Thiel. Dit vond plaats in 1872 en hieruit ontstonden later de bedrijven Nedschroef en Robur.
In 1874 kwam Piets zoon Willem van Thiel (1860-1936) in het Beek en Donkse bedrijf, in 1879 gevolgd door zoon Gijs van Thiel (1862-1935) en in 1882 door zoon Janus van Thiel (1861-1934). Janus was de technicus en de andere twee waren administratief betrokken. De bedrijfsnaam wordt dan Piet van Thiel en zonen Beek en Donk.
Ondertussen breidden zowel de spijkerfabriek als de linnenweverij zich uit. Omdat scheepswerven steeds meer overgingen tot de bouw van metalen scheepsrompen, ging van Thiel ook klinknagels produceren. Piet behield tot op hoge leeftijd de leiding. Pas in 1886 werd de firma Piet van Thiel en Zonen opgericht.

## Einde
Piet van Thiel, die zo lang de leiding over zijn bedrijf wilde vasthouden, ging uiteindelijk sterk mentaal achteruit, en in 1890 moest hij in Huize Padua worden opgenomen, waar hij vier jaar later overleed. Omtrent enige herdenkingsplechtigheid bij zijn afscheid is niets overgeleverd. Wel werd hij als eerste begraven op het kerkhof van de vrijwel direct na zijn overlijden ingewijde Sint-Leonarduskerk van Donk, aan de bouw waarvan hij een grote bijdrage heeft geleverd. Het bedrijf werd door zijn drie zonen voortgezet.
Op zijn grafsteen zijn de volgende regels te lezen:
't Werk en de kerk waren 't doel van mijn leven

Arbeid gezegend, verrezen Gods huis

Hoopvol mijn God, na een rusteloos streven

Vind ik hier rust in de schaduw van 't Kruis.
Het centrale plein van Donk is naar hem: Piet van Thielplein genoemd.
Uit zijn fabrieken zijn de Beek en Donkse bedrijven Thibo en Van Thiel United voortgekomen, alsmede de Helmondse bedrijven Nedschroef en Robur, welke laatste door het Mannesmann-concern is overgenomen.

## Kenmerken
Piet van Thiel was zeer gelovig katholiek. Elke werkdag werd beëindigd met het bidden van de Rozenkrans, waarbij door Piet zelf werd voorgebeden. Het werk ging ondertussen gewoon door.